# Petrani, Jmerînka
Petrani (în ucraineană Петрані) este un sat în comuna Karmaliukove din raionul Jmerînka, regiunea Vinnița, Ucraina.

## Demografie
Componența lingvistică a localității Petrani
     Ucraineană (97,71%)
     Rusă (2,29%)
Conform recensământului din 2001, majoritatea populației localității Petrani era vorbitoare de ucraineană (97,71%), existând în minoritate și vorbitori de rusă (2,29%).